# El Herrumblar
El Herrumblar är en ort i Spanien.   Den ligger i provinsen Provincia de Cuenca och regionen Kastilien-La Mancha, i den centrala delen av landet, 210 km sydost om huvudstaden Madrid. El Herrumblar ligger 753 meter över havet och antalet invånare är 758.
Terrängen runt El Herrumblar är huvudsakligen platt, men åt nordost är den kuperad. Runt El Herrumblar är det ganska glesbefolkat, med 28 invånare per kvadratkilometer. Närmaste större samhälle är Villamalea, 4,7 km sydost om El Herrumblar. Trakten runt El Herrumblar består till största delen av jordbruksmark.